# ピオッビコ
ピオッビコ（伊: Piobbico）は、イタリア共和国マルケ州ペーザロ・エ・ウルビーノ県にある、人口約1,800人の基礎自治体（コムーネ）。

## 地理

### 位置・広がり
ペーザロ・エ・ウルビーノ県のコムーネ。ウルビーノから南南西へ18km、ペーザロから南西へ49kmの距離にある。

#### 隣接コムーネ
隣接するコムーネは以下の通り。
- アペッキオ
- カーリ
- ウルバーニア

### 気候分類・地震分類
ピオッビコにおけるイタリアの気候分類 (it) および度日は、zona E, 2346 GGである。
また、イタリアの地震リスク階級 (it) では、zona 2 (sismicità media) に分類される。

## 行政

### 分離集落
ピオッビコには、以下の分離集落（フラツィオーネ）がある。
- Acquanera, Bacciardi, Ca' Giavaccolo, Cardella, Colle, Cuppio, Monteforno, Piano